# Alton (Texas)
Alton é uma cidade localizada no estado norte-americano do Texas, no Condado de Hidalgo.

## Demografia
Segundo o censo norte-americano de 2000, a sua população era de 4384 habitantes. 
Em 2006, foi estimada uma população de 7428, um aumento de 3044 (69.4%).

## Geografia
De acordo com o United States Census Bureau tem uma área de 
5,5 km², dos quais 5,5 km² cobertos por terra e 0,0 km² cobertos por água. Alton localiza-se a aproximadamente 47 m acima do nível do mar.

## Localidades na vizinhança
O diagrama seguinte representa as localidades num raio de 8 km ao redor de Alton. 